# Swansea East (circonscription du Parlement britannique)
Ne doit pas être confondu avec Swansea East (circonscription galloise).
Pour les articles homonymes, voir Swansea (homonymie).
Circonscription parlementaire de la 

Chambre des communes
Swansea East est une ancienne circonscription parlementaire britannique située au pays de Galles.

## Members of Parliament
| Election | Election | Membres         | Parti             | Portrait |
| -------- | -------- | --------------- | ----------------- | -------- |
|          | 1918     | Thomas Williams | Coalition Liberal |          |
|          | 1919     | David Matthews  | Coalition Liberal |          |
|          | 1922     | David Williams  | Labour            |          |
|          | 1940     | David Mort      | Labour            |          |
|          | 1963     | Neil McBride    | Labour            |          |
|          | Oct 1974 | Donald Anderson | Labour            |          |
|          | 2005     | Siân James      | Labour            |          |
|          | 2015     | Carolyn Harris  | Labour            |          |

## Élections

### Élections dans les années 2010
| Élections générales de 2017: Swansea East |                    |                  |        |      |       |
| Parti                                     | Parti              | Candidat         | Votes  | %    | ±     |
|                                           | Labour             | Carolyn Harris   | 22,307 | 63.4 | +10.5 |
|                                           | Conservateur       | Dan Boucher      | 9,139  | 26.0 | +10.7 |
|                                           | Plaid Cymru        | Steffan Phillips | 1,689  | 4.8  | -5.6  |
|                                           | UKIP               | Clifford Johnson | 1,040  | 3.0  | -14.2 |
|                                           | Libéral Démocrates | Charley Hasted   | 625    | 1.8  | -2.4  |
|                                           | Green              | Chris Evans      | 359    | 1.0  | +1.0  |
| Majorité                                  | Majorité           | Majorité         | 13,168 | 37.4 | +1.6  |
| Participation                             | Participation      | Participation    | 35,159 | 60.1 | +2.1  |
|                                           | Labour hold        | Labour hold      | Swing  | -0.1 |       |

| Élections générales de 2015: Swansea East, |                    |                  |        |      |       |
| Parti                                      | Parti              | Candidat         | Votes  | %    | ±     |
|                                            | Labour             | Carolyn Harris   | 17,807 | 53.0 | +1.5  |
|                                            | UKIP               | Clifford Johnson | 5,779  | 17.2 | +14.6 |
|                                            | Conservateur       | Altaf Hussain    | 5,142  | 15.3 | +0.5  |
|                                            | Plaid Cymru        | Dic Jones        | 3,498  | 10.4 | +3.7  |
|                                            | Libéral Démocrates | Amina Jamal      | 1,392  | 4.1  | −14.2 |
| Majorité                                   | Majorité           | Majorité         | 12,028 | 35.8 | +2.6  |
| Participation                              | Participation      | Participation    | 33,618 | 58.0 | +3.4  |
|                                            | Labour hold        | Labour hold      | Swing  | -6.5 |       |

| Élections générales de 2010: Swansea East, |                    |                    |        |      |      |
| Parti                                      | Parti              | Candidat           | Votes  | %    | ±    |
|                                            | Labour             | Siân James         | 16,819 | 51.5 | −5.1 |
|                                            | Libéral Démocrates | Robert Speht       | 5,981  | 18.3 | −1.8 |
|                                            | Conservateur       | Christian Holliday | 4,823  | 14.8 | +4.7 |
|                                            | Plaid Cymru        | Dic Jones          | 2,181  | 6.7  | −0.2 |
|                                            | BNP                | Clive Bennett      | 1,715  | 5.2  | +2.8 |
|                                            | UKIP               | David Rogers       | 839    | 2.6  | +0.4 |
|                                            | Green              | Tony Young         | 318    | 1.0  | −0.6 |
| Majorité                                   | Majorité           | Majorité           | 10,838 | 33.2 | -3.3 |
| Participation                              | Participation      | Participation      | 32,676 | 54.6 | +1.0 |
|                                            | Labour hold        | Labour hold        | Swing  | −1.7 |      |

### Élections dans les années 2000
| Élections générales de 2005: Swansea East |                    |                |        |      |       |
| Parti                                     | Parti              | Candidat       | Votes  | %    | ±     |
|                                           | Labour             | Siân James     | 17,457 | 56.6 | −8.6  |
|                                           | Libéral Démocrates | Robert Speht   | 6,208  | 20.1 | +9.9  |
|                                           | Conservateur       | Ellenor Bland  | 3,103  | 10.1 | 0.0   |
|                                           | Plaid Cymru        | Carolyn Couch  | 2,129  | 6.9  | −4.6  |
|                                           | BNP                | Kevin Holloway | 770    | 2.5  | +2.5  |
|                                           | UKIP               | Tim Jenkins    | 674    | 2.2  | +0.7  |
|                                           | Green              | Tony Young     | 493    | 1.6  | +0.1  |
| Majorité                                  | Majorité           | Majorité       | 11,249 | 36.5 | -17.2 |
| Participation                             | Participation      | Participation  | 30,834 | 52.4 | +0.1  |
|                                           | Labour hold        | Labour hold    | Swing  | −9.3 |       |

| Élections générales de 2001: Swansea East |                    |                 |        |      |       |
| Parti                                     | Parti              | Candidat        | Votes  | %    | ±     |
|                                           | Labour             | Donald Anderson | 19,612 | 65.2 | −10.2 |
|                                           | Plaid Cymru        | John Ball       | 3,464  | 11.5 | +8.1  |
|                                           | Libéral Démocrates | Robert Speht    | 3,064  | 10.2 | +1.3  |
|                                           | Conservateur       | Paul Morris     | 3,026  | 10.1 | +0.8  |
|                                           | Green              | Tony Young      | 463    | 1.5  | N/A   |
|                                           | UKIP               | Tim Jenkins     | 443    | 1.5  | N/A   |
| Majorité                                  | Majorité           | Majorité        | 16,148 | 53.7 | N/A   |
| Participation                             | Participation      | Participation   | 30,072 | 52.3 | −15.1 |
|                                           | Labour hold        | Labour hold     | Swing  | N/A  |       |

### Élections dans les années 1990
| Élections générales de 1997: Swansea East |                       |                  |        |      |       |
| Parti                                     | Parti                 | Candidat         | Votes  | %    | ±     |
|                                           | Labour                | Donald Anderson  | 29,151 | 75.4 | +5.7  |
|                                           | Conservateur          | Catherine Dibble | 3,582  | 9.3  | -7.9  |
|                                           | Libéral Démocrates    | Elwyn Jones      | 3,440  | 8.9  | -0.6  |
|                                           | Plaid Cymru           | Michelle Pooley  | 1,308  | 3.4  | -0.2  |
|                                           | Référendum            | Catherine Maggs  | 904    | 2.3  | N/A   |
|                                           | Socialist Alternative | Ronnie Job       | 289    | 0.8  | N/A   |
| Majorité                                  | Majorité              | Majorité         | 25,569 | 66.1 | +13.6 |
| Participation                             | Participation         | Participation    | N/A    | 67.4 | -8.2  |
|                                           | Labour hold           | Labour hold      | Swing  | N/A  |       |

| Élections générales de 1992: Swansea East, |                    |                         |        |      |      |
| Parti                                      | Parti              | Candidat                | Votes  | %    | ±    |
|                                            | Labour             | Donald Anderson         | 31,179 | 69.7 | +6.0 |
|                                            | Conservateur       | Henry L. Davies         | 7,697  | 17.2 | −1.7 |
|                                            | Libéral Démocrates | Robert E. Barton        | 4,248  | 9.5  | −5.3 |
|                                            | Plaid Cymru        | Eleanor E. Bonner-Evans | 1,607  | 3.6  | +0.9 |
| Majorité                                   | Majorité           | Majorité                | 23,482 | 52.5 | +7.7 |
| Participation                              | Participation      | Participation           | 44,731 | 75.6 | +0.2 |
|                                            | Labour hold        | Labour hold             | Swing  | +3.8 |      |

### Élections dans les années 1980
| Élections générales de 1987: Swansea East |                    |                 |        |       |     |
| Parti                                     | Parti              | Candidat        | Votes  | %     | ±   |
|                                           | Labour             | Donald Anderson | 27,478 | 63.69 | N/A |
|                                           | Conservateur       | Richard Lewis   | 8,140  | 18.87 | N/A |
|                                           | Libéral Démocrates | David Thomas    | 6,380  | 14.79 | N/A |
|                                           | Plaid Cymru        | C Reid          | 1,145  | 2.65  | N/A |
| Majorité                                  | Majorité           | Majorité        | 19,338 | 44.82 | N/A |
| Participation                             | Participation      | Participation   | N/A    | 75.42 | N/A |
|                                           | Labour hold        | Labour hold     | Swing  | N/A   |     |

| Élections générales de 1983: Swansea East |               |                        |        |       |     |
| Parti                                     | Parti         | Candidat               | Votes  | %     | ±   |
|                                           | Labour        | Donald Anderson        | 22,297 | 54.43 | N/A |
|                                           | Libéral       | Martyn J. Shrewsbury   | 8,762  | 21.39 | N/A |
|                                           | Conservateur  | Nicholas O'Shaughnessy | 8,080  | 19.72 | N/A |
|                                           | Plaid Cymru   | C Reid                 | 1,531  | 3.74  | N/A |
|                                           | Communiste    | WR Jones               | 294    | 0.72  | N/A |
| Majorité                                  | Majorité      | Majorité               | 13,535 | 33.04 | N/A |
| Participation                             | Participation | Participation          | N/A    | 71.51 | N/A |
|                                           | Labour hold   | Labour hold            | Swing  | N/A   |     |

### Élections dans les années 1970
| Élections générales de 1979: Swansea East |               |                 |        |       |     |
| Parti                                     | Parti         | Candidat        | Votes  | %     | ±   |
|                                           | Labour        | Donald Anderson | 31,909 | 69.92 | N/A |
|                                           | Conservateur  | S Edwards       | 10,689 | 23.42 | N/A |
|                                           | Plaid Cymru   | JG Ball         | 2,732  | 5.99  | N/A |
|                                           | Communiste    | W Jones         | 308    | 0.67  | N/A |
| Majorité                                  | Majorité      | Majorité        | 21,220 | 46.50 | N/A |
| Participation                             | Participation | Participation   | N/A    | 75.62 | N/A |
|                                           | Labour hold   | Labour hold     | Swing  | N/A   |     |

| Élections générales d'octobre 1974: Swansea East |               |                 |        |       |     |
| Parti                                            | Parti         | Candidat        | Votes  | %     | ±   |
|                                                  | Labour        | Donald Anderson | 26,735 | 63.81 | N/A |
|                                                  | Conservateur  | DJ Mercer       | 6,014  | 14.35 | N/A |
|                                                  | Libéral       | Roger Anstey    | 5,173  | 12.35 | N/A |
|                                                  | Plaid Cymru   | JG Ball         | 3,978  | 9.49  | N/A |
| Majorité                                         | Majorité      | Majorité        | 20,721 | 49.45 | N/A |
| Participation                                    | Participation | Participation   | N/A    | 71.28 | N/A |
|                                                  | Labour hold   | Labour hold     | Swing  | N/A   |     |

| Élections générales de février 1974: Swansea East |               |               |        |       |     |
| Parti                                             | Parti         | Candidat      | Votes  | %     | ±   |
|                                                   | Labour        | Neil McBride  | 28,537 | 66.32 | N/A |
|                                                   | Conservateur  | DJ Mercer     | 8,850  | 20.57 | N/A |
|                                                   | Plaid Cymru   | JG Ball       | 5,135  | 11.93 | N/A |
|                                                   | Communiste    | WR Jones      | 507    | 1.18  | N/A |
| Majorité                                          | Majorité      | Majorité      | 19,687 | 45.75 | N/A |
| Participation                                     | Participation | Participation | N/A    | 73.80 | N/A |
|                                                   | Labour hold   | Labour hold   | Swing  | N/A   |     |

| Élections générales de 1970: Swansea East |               |                  |        |       |     |
| Parti                                     | Parti         | Candidat         | Votes  | %     | ±   |
|                                           | Labour        | Neil McBride     | 28,183 | 68.53 | N/A |
|                                           | Conservateur  | Michael J Murphy | 8,191  | 19.92 | N/A |
|                                           | Communiste    | William R Jones  | 563    | 1.37  | N/A |
|                                           | Plaid Cymru   | D Roderick Evans | 4,188  | 10.18 | N/A |
| Majorité                                  | Majorité      | Majorité         | 19,992 | 48.61 | N/A |
| Participation                             | Participation | Participation    | N/A    | 70.12 | N/A |
|                                           | Labour hold   | Labour hold      | Swing  | N/A   |     |

### Élections dans les années 1960
| Élections générales de 1966: Swansea East |               |                 |        |       |     |
| Parti                                     | Parti         | Candidat        | Votes  | %     | ±   |
|                                           | Labour        | Neil McBride    | 30,290 | 75.38 | N/A |
|                                           | Conservateur  | Timothy Knowles | 6,241  | 15.53 | N/A |
|                                           | Plaid Cymru   | Chris Rees      | 2,749  | 6.84  | N/A |
|                                           | Communiste    | William R Jones | 902    | 2.24  | N/A |
| Majorité                                  | Majorité      | Majorité        | 24,049 | 59.85 | N/A |
| Participation                             | Participation | Participation   | N/A    | 73.78 | N/A |
|                                           | Labour hold   | Labour hold     | Swing  | N/A   |     |

| Élections générales de 1964: Swansea East |               |                 |        |       |     |
| Parti                                     | Parti         | Candidat        | Votes  | %     | ±   |
|                                           | Labour        | Neil McBride    | 30,904 | 73.02 | N/A |
|                                           | Conservateur  | Oliver C Wright | 7,863  | 18.58 | N/A |
|                                           | Plaid Cymru   | Chris Rees      | 3,556  | 8.40  | N/A |
| Majorité                                  | Majorité      | Majorité        | 23,041 | 54.44 | N/A |
| Participation                             | Participation | Participation   | N/A    | 76.25 | N/A |
|                                           | Labour hold   | Labour hold     | Swing  | N/A   |     |

| Élection partielle de 1963: Swansea East |                |               |        |      |       |
| Parti                                    | Parti          | Candidat      | Votes  | %    | ±     |
|                                          | Labour         | Neil McBride  | 18,909 | 61.1 | −6.4  |
|                                          | Libéral        | R. Owens      | 4,895  | 15.8 | N/A   |
|                                          | People's Party | L Atkin       | 2,462  | 8.0  | N/A   |
|                                          | Conservateur   | A. P. Thomas  | 2,272  | 7.3  | −14.7 |
|                                          | Plaid Cymru    | Chris Rees    | 1,620  | 5.2  | −5.3  |
|                                          | Communiste     | Bert Pearce   | 773    | 2.5  | N/A   |
| Majorité                                 | Majorité       | Majorité      | 14,014 | 45.3 | −0.2  |
| Participation                            | Participation  | Participation | 30,931 | 55.9 | N/A   |
|                                          | Labour hold    | Labour hold   | Swing  | N/A  |       |

### Élections dans les années 1950
| Élections générales de 1959: Swansea East |               |                       |        |       |     |
| Parti                                     | Parti         | Candidat              | Votes  | %     | ±   |
|                                           | Labour        | David Mort            | 29,884 | 67.47 | N/A |
|                                           | Conservateur  | Humphry JF Crum Ewing | 9,754  | 22.02 | N/A |
|                                           | Plaid Cymru   | Chris Rees            | 4,651  | 10.50 | N/A |
| Majorité                                  | Majorité      | Majorité              | 20,130 | 45.45 | N/A |
| Participation                             | Participation | Participation         | N/A    | 80.09 | N/A |
|                                           | Labour hold   | Labour hold           | Swing  | N/A   |     |

| Élections générales de 1955: Swansea East |               |               |        |       |     |
| Parti                                     | Parti         | Candidat      | Votes  | %     | ±   |
|                                           | Labour        | David Mort    | 28,198 | 72.44 | N/A |
|                                           | Conservateur  | R Sarah Guest | 10,726 | 27.56 | N/A |
| Majorité                                  | Majorité      | Majorité      | 17,472 | 44.89 | N/A |
| Participation                             | Participation | Participation | N/A    | 72.07 | N/A |
|                                           | Labour hold   | Labour hold   | Swing  | N/A   |     |

| Élections générales de 1951: Swansea East |               |               |        |       |     |
| Parti                                     | Parti         | Candidat      | Votes  | %     | ±   |
|                                           | Labour        | David Mort    | 32,790 | 73.59 | N/A |
|                                           | Conservateur  | Jack C Hope   | 11,768 | 26.41 | N/A |
| Majorité                                  | Majorité      | Majorité      | 21,022 | 47.18 | N/A |
| Participation                             | Participation | Participation | N/A    | 82.84 | N/A |
|                                           | Labour hold   | Labour hold   | Swing  | N/A   |     |

| Élections générales de 1950: Swansea East |               |               |        |       |     |
| Parti                                     | Parti         | Candidat      | Votes  | %     | ±   |
|                                           | Labour        | David Mort    | 32,680 | 75.31 | N/A |
|                                           | Conservateur  | JF Lynam      | 10,712 | 24.69 | N/A |
| Majorité                                  | Majorité      | Majorité      | 21,968 | 50.63 | N/A |
| Participation                             | Participation | Participation | N/A    | 81.85 | N/A |
|                                           | Labour hold   | Labour hold   | Swing  | N/A   |     |

### Élections dans les années 1940
| Élections générales de 1945: Swansea East |                  |               |        |      |     |
| Parti                                     | Parti            | Candidat      | Votes  | %    | ±   |
|                                           | Labour           | David Mort    | 19,127 | 75.8 | N/A |
|                                           | Libéral National | Rowe Harding  | 6,102  | 24.2 | N/A |
| Majorité                                  | Majorité         | Majorité      | 13,025 | 51.6 | N/A |
| Participation                             | Participation    | Participation | 25,229 | 74.7 | N/A |
|                                           | Labour hold      | Labour hold   | Swing  | N/A  |     |

| Élection partielle de 1940: Swansea East |             |             |                 |     |     |
| Parti                                    | Parti       | Candidat    | Votes           | %   | ±   |
|                                          | Labour      | David Mort  | sans opposition | N/A | N/A |
|                                          | Labour hold | Labour hold | Swing           | N/A |     |

### Élections dans les années 1930
| Élections générales de 1935: Swansea East |             |                |                 |     |     |
| Parti                                     | Parti       | Candidat       | Votes           | %   | ±   |
|                                           | Labour      | David Williams | sans opposition | N/A | N/A |
|                                           | Labour hold | Labour hold    | Swing           | N/A |     |

| Élections générales de 1931: Swansea East |               |                      |        |      |       |
| Parti                                     | Parti         | Candidat             | Votes  | %    | ±     |
|                                           | Labour        | David Williams       | 17,126 | 56.5 | +0.0  |
|                                           | Libéral       | Richard David Chalke | 13,177 | 43.5 | +10.2 |
| Majorité                                  | Majorité      | Majorité             | 3,949  | 13.0 | −10.2 |
| Participation                             | Participation | Participation        | N/A    | 84.4 | +2.5  |
|                                           | Labour hold   | Labour hold          | Swing  | -5.1 |       |

### Élections dans les années 1920
| Élections générales de 1929: Swansea East |               |                |        |      |       |
| Parti                                     | Parti         | Candidat       | Votes  | %    | ±     |
|                                           | Labour        | David Williams | 16,665 | 56.5 | +1.9  |
|                                           | Libéral       | Arthur Hopkins | 9,825  | 33.3 | -12.1 |
|                                           | Unioniste     | P.P. Jones     | 3,003  | 10.2 | N/A   |
| Majorité                                  | Majorité      | Majorité       | 6,840  | 23.2 | +14.0 |
| Participation                             | Participation | Participation  | N/A    | 81.9 | +1.2  |
|                                           | Labour hold   | Labour hold    | Swing  | +7.0 |       |

| Élections générales de 1924: Swansea East |               |                |        |      |      |
| Parti                                     | Parti         | Candidat       | Votes  | %    | ±    |
|                                           | Labour        | David Williams | 12,274 | 54.6 | -2.8 |
|                                           | Libéral       | W D Rees       | 10,186 | 45.4 | +2.8 |
| Majorité                                  | Majorité      | Majorité       | 1,088  | 9.2  | -5.6 |
| Participation                             | Participation | Participation  | N/A    | 80.7 | -0.4 |
|                                           | Labour hold   | Labour hold    | Swing  | -2.8 |      |

| Élections générales de 1923: Swansea East |               |                      |        |      |       |
| Parti                                     | Parti         | Candidat             | Votes  | %    | ±     |
|                                           | Labour        | David Williams       | 12,735 | 57.4 | +6.5  |
|                                           | Libéral       | Thomas Artemus Jones | 9,463  | 42.6 | -6.5  |
| Majorité                                  | Majorité      | Majorité             | 3,272  | 14.8 | +13.0 |
| Participation                             | Participation | Participation        | N/A    | 81.1 | -0.6  |
|                                           | Labour hold   | Labour hold          | Swing  | +6.5 |       |

| Élections générales de 1922: Swansea East |                                       |                                       |        |      |       |
| Parti                                     | Parti                                 | Candidat                              | Votes  | %    | ±     |
|                                           | Labour                                | David Williams                        | 11,333 | 50.9 | +4.0  |
|                                           | National Liberal                      | E Harris                              | 10,926 | 49.1 | -4.0  |
| Majorité                                  | Majorité                              | Majorité                              | 407    | 1.8  | 8.0   |
| Participation                             | Participation                         | Participation                         | N/A    | 81.7 | +17.7 |
|                                           | Labour vainqueur sur National Liberal | Labour vainqueur sur National Liberal | Swing  | +4.0 |       |

### Élections dans les années 1910
| Élection partielle de 1919: Swansea East |               |                |        |       |       |
| Parti                                    | Parti         | Candidat       | Votes  | %     | ±     |
|                                          | Libéral       | David Matthews | 9,250  | 53.1  | −10.5 |
|                                          | Labour        | David Williams | 8,158  | 46.9  | +10.5 |
| Majorité                                 | Majorité      | Majorité       | 1,092  | 6.2   | −21.0 |
| Participation                            | Participation | Participation  | 17,408 | 64.0  | −0.1  |
|                                          | Libéral hold  | Libéral hold   | Swing  | −10.5 |       |

| Élections générales de 1918: Swansea East |                                   |                          |        |      |     |
| Parti                                     | Parti                             | Candidat                 | Votes  | %    | ±   |
|                                           | Libéral                           | Thomas Jeremiah Williams | 11,071 | 63.6 | N/A |
|                                           | Labour                            | David Williams           | 6,341  | 36.4 | N/A |
| Majorité                                  | Majorité                          | Majorité                 | 4,730  | 27.2 | N/A |
| Participation                             | Participation                     | Participation            | 17,411 | 64.1 | N/A |
|                                           | Libéral Vainqueur (nouveau siège) |                          |        |      |     |